# Roberto Di Matteo
Roberto Di Matteo (pronunție în italiană [roˈbɛrto di matˈtɛo]; n. 29 mai 1970, Schaffhausen, Cantonul Schaffhausen, Elveția) este un antrenor italian de fotbal și fost jucător. A câștigat Liga Campionilor ca antrenor, în 2012, la conducerea echipei Chelsea.

## Palmares

### Jucător
FC Aarau;
- Swiss Super League (1): 1993

Chelsea
- FA Cup (2): 1997, 2000
- League Cup (1): 1998
- Cupa Cupelor UEFA (1): 1998
- Supercupa Europei (1): 1998
- FA Charity Shield (1): 2000

### Antrenor
Chelsea
- FA Cup: 2011–12
- UEFA Champions League: 2011–12